# Arauco Travels
Arauco Travels är en resebyrå i Malmö som specialiserat sig på resor till Latinamerika. Arauco Travels startades 1998 på Hantverkaregatan i Malmö, då som en filial till latinamerikaspecialisten Tulipan Resor med huvudkontor i Stockholm och Santiago de Chile. År 2002 lämnade Arauco Travels Tulipan Resor och startade i egen regi under namnet Arauco Travels. Samtidigt utvidgades verksamheten från att vara specialister på enbart Latinamerika till att sälja resor till hela världen. Arauco Travels har bland annat gjort sig kända för sitt stora utbud av praktiska resetips och råd som de erbjuder gratis på sin hemsida.
Namnet Arauco är symboliskt laddat och återkommer i olika namn och former i hela Latinamerika. I Chile finns till exempel regionen Arauco och i Colombia finns regionen Arauca. Även folkslag bär namnet, såsom araucanos i Colombia och mapuchefolket i Argentina och Chile, som kallades araucanos av spanjorerna. Alla dessa namn härstammar dock från trädet brödgran (Araucaria araucana), eller som det kallas på engelska Monkey Puzzle Tree. Ett stort och ståtligt träd med ursprung i Chile och Argentina. Dess frön är en av basfödorna för bland annat Pehuencheindianerna i bergen, en stam inom Mapuchefolket.

## Övrigt
20/11 2007 var Arauco Travels med i tv-programmet "Plus" då de inte skickat ut biljetter eller betalat tillbaka pengar till en kund som bokat resa via dem.
2007-11-05.
Bolaget blev försatt i konkurs 2007-11-05.